# 柳井地区広域消防組合
柳井地区広域消防組合（やないちくこういきしょうぼうくみあい）は、山口県柳井市、大島郡周防大島町、熊毛郡平生町、上関町の1市3町で構成する一部事務組合（消防組合）。

## 管内の現況
- 管内の人口 - 60,780人
  - 柳井市 - 31,132人
  - 周防大島町 - 15,228人
  - 平生町 - 12,046人
  - 上関町 - 2,374人

2020年（令和2年）1月1日現在
- 管内の世帯数 - 27,336世帯
  - 柳井市 - 13,980世帯
  - 周防大島町 - 7,253世帯
  - 平生町 - 4,834世帯
  - 上関町 - 1,269世帯

2020年（令和2年）1月1日現在
- 管内の面積 - 347.42 km2
  - 柳井市 - 140.05 km2
  - 周防大島町 - 138.09 km2
  - 平生町 - 34.59 km2
  - 上関町 - 34.69 km2

2020年（令和2年）1月1日現在

## 組織
- 消防長（消防監）
  - 消防次長（消防司令長）
    - 総務課
      - 庶務係
      - 会計係

    - 予防課
      - 予防係
      - 危険物係
      - 指導係

    - 警防救急課
      - 警防救急係
      - 通信第1係
      - 通信第2係

    - 活性化推進室
    - 柳井消防署
      - 庶務係
      - 予防係
      - 第1小隊
      - 第2小隊
      - 南出張所（第3小隊）
      - 東出張所（第4小隊）
      - 西部出張所（第5小隊）
      - 中部出張所（第6小隊）
      - 東部出張所（第7小隊）

2019年（平成31年）4月1日現在

## 沿革
- 1948年（昭和23年）3月7日 - 柳井町消防本部及び消防署が発足する[1]。
- 1954年（昭和29年）3月31日 - 柳井市の発足に伴い、柳井市消防本部及び消防署が発足する。
- 1970年（昭和45年）3月30日 - 柳井市消防本部で救急業務を開始する[1]。
- 1971年（昭和46年）8月4日 - 柳井地区広域消防組合消防本部が発足する[1]。
- 1973年（昭和48年）3月30日 - 光地区消防組合消防本部の業務開始に伴い、田布施町との救急業務委託の契約を解除する[1]。
- 1980年（昭和55年）9月1日 - 柳井地区広域消防音楽隊を創設する[1]。
- 1982年（昭和57年）1月25日 - 水難救助隊を創設する[1]。
- 2008年（平成20年）4月1日 - 機構改革に伴い、東消防署が西部出張所となる。現在の1署5出張所体制となる[1]。

## 消防署等

### 消防署
| 消防署     | 郵便番号   | 所在地                       | 出張所                   |
| ---------- | ---------- | ---------------------------- | ------------------------ |
| 柳井消防署 | 〒742-0031 | 山口県柳井市南町五丁目4番1号 | 南、東、西部、中部、東部 |

### 出張所
| 出張所     | 所在地                                   |
| ---------- | ---------------------------------------- |
| 南出張所   | 山口県熊毛郡上関町大字室津191-14         |
| 東出張所   | 山口県柳井市神代2943-1                   |
| 西部出張所 | 山口県大島郡周防大島町大字東三蒲45-3     |
| 中部出張所 | 山口県大島郡周防大島町大字西安下庄1282-1 |
| 東部出張所 | 山口県大島郡周防大島町大字内入679-1      |